# La Minute de vérité (film, 1928)
Pour les articles homonymes, voir La Minute de vérité (homonymie).
Pour plus de détails, voir Fiche technique et Distribution.
La Minute de vérité (Their Purple Moment) est un film muet américain de comédie réalisé par James Parrott et Fred Guiol, sorti en 1928.

## Fiche technique
- Titre original : Their Purple Moment
- Titre français : La Minute de vérité
- Réalisation : James Parrott et Fred Guiol
- Scénario : H. M. Walker
- Photographie : George Stevens
- Montage : Richard C. Currier
- Société de production : Hal Roach Studios
- Société de distribution : Metro-Goldwyn-Mayer
- Pays de production : États-Unis
- Langue : titres en anglais
- Format : Noir et blanc - 35 mm - 1,37:1  -  Muet
- Genre : comédie
- Longueur : deux bobines
- Date de sortie : 
  - États-Unis 19 mai 1928

## Distribution
Source principale de la distribution :
- Stan Laurel : Mr. Pincher
- Oliver Hardy : Oliver Hardy
- Anita Garvin : la petite amie d'Oliver
- Kay Deslys : la petite amie de Stan
- Fay Holderness : Mrs. Pincher
- Tiny Sandford[2] : le serveur
- Lyle Tayo : Mrs Hardy
- Leo Willis : le chauffeur de taxi

Reste de la distribution non créditée :
- Jimmy Aubrey : le cuisinier
- Ed Brandenburg : un serveur
- Dorothy Coburn :
- Harry Earles : le chanteur
- Helen Gilmore : une cliente du Pink Pub
- Jack Hill : le portier / un client du Pink Pub
- Sam Lufkin : un serveur
- Gene Morgan : un serveur
- John B. O'Brien : un client du Pink Pub
- Patsy O'Byrne : une commère
- Retta Palmer : une cliente du Pink Pub
- Dorothea Wolbert : une serveuse